# Jack Sangster
John Young ("Jack") Sangster was een Britse industrieel die een grote rol speelde in de Britse motorfiets-industrie.
| De Ariel Square Four (boven) en de Red Hunter (onder) waren al ontworpen toen Jack Sangster Ariel in 1931 overnam |
| Ariel Red Hunter (350cc) uit 1938                                                                                 |

## Jeugd
Hij werd geboren in Kings Norton (Birmingham) als zoon van Charles Thomas Brock Sangster, een ingenieur die sinds 1902 eigenaar was van "Cycle Components ltd", beter bekend als het motorfietsmerk Ariel. Jack studeerde aan het Hurstierpoint College in Sussex. Hij werd leerling-ingenieur, maar zijn stage werd onderbroken door de Eerste Wereldoorlog. Hij diende bij het "City of Birmingham"-bataljon van het 14e Royal Warwickshire fuselier-regiment.

## Carrière
In 1918 ging Jack in het bedrijf van zijn vader (Cycle Components) werken. Hij ontwierp een kleine goedkope auto, die hij zelf ging bouwen, maar waarvan het ontwerp later werd verkocht aan Rover. Tussen Components Ltd. en Rover bestonden oude banden: de oprichters van Rover waren William Starley en John Kemp Starley, resp. de zoon en de neef van James Starley, een van de oprichters van Components Ltd. Sangster vertrok zelf ook naar Rover om de productie van deze auto, de "Rover Eight" de leiden.
In 1923 keerde hij terug naar het bedrijf van zijn vader, en in 1930 was hij samen met hem directeur. In 1932 ging het bedrijf failliet, maar Jack kocht de meeste activa van de curatoren zette het merk Ariel voort. Met constructeurs als Val Page, Bert Hopwood en Edward Turner had hij waarschijnlijk de beste mensen in huis die op dat moment in Engeland te vinden waren.
In 1936, toen Triumph haar motorfietstak afstootte, kocht Sangster dit bedrijfsdeel op en noemde het Triumph Engineering Company. Hij maakte Edward Turner directeur en Bert Hopwood werd zijn assistent. Samen ontwikkelden ze de beroemde Triumph Speed Twin. In 1944 verkocht Sangster het merk Ariel aan BSA, en Triumph volgde dezelfde weg in 1951. Triumph had hij gekocht voor £50,000 en verkocht voor £2.5 miljoen. Sangster trad zelf toe tot de raad van bestuur van BSA. In 1956 werd Jack Sangster voorzitter van de raad van bestuur van de BSA-groep. Hierin waren de merken BSA, Ariel, Triumph, het automerk Daimler en Carbodies (een carrosseriebedrijf dat o.a. de Londense Taxi's produceerde) samengebracht. Edward Turner werd bestuursvoorzitter. In 1961 ging Sangster met pensioen. Hij overleed op 26 maart 1977 aan kanker.